# Karakter (schrift)
Een karakter is een teken in bepaalde vormen van schrift. Voor de Chinese taal is bijvoorbeeld een karakterschrift ontwikkeld, genaamd het Hanzi. Gebruikers van andere talen, zoals het Koreaans (Hanja) en het Vietnamees (Chữ Nho), hebben dit schrift overgenomen. Ook voor het Japanse schrift wordt er, naast andere tekens, gebruikgemaakt van Chinese karakters (kanji).